# Phare de Tenants Harbor
Le phare de Tenants Harbor (en anglais : Tenants Harbor Light) est un phare actif situé sur Southern Island (ceb) à l'entrée sud-ouest de la baie de Penobscot, dans le Comté de Knox (État du Maine).
Il est inscrit au Registre national des lieux historiques depuis le 20 novembre 1987 .

## Histoire
Southern Island est située du côté sud de l'entrée du port de St. George, à l'entrée sud-ouest de la baie de Penobscot.
La tour en brique et la résidence du gardien à ossature de bois ont été construites en 1857. Un passage couvert la tour et les quartiers du gardien. Les autres bâtiments comprennent un bâtiment de stockage (1895), une cabane à carburant (1906), un hangar à bateaux et une cloche de brume actionnée manuellement dans une tour pyramidale en bois qui fut automatisée ultérieurement. Dans les années 1900, une lentille de Fresnel de cinquième ordre remplaça la lentille originale de quatrième ordre. La lumière a été désactivée en 1933 et les bâtiments vendus aux enchères en tant que surplus en 1936.

## Statut actuel
Le phare a été acheté en 1978 par Andrew Wyeth et son fils Jamie Wyeth le possède maintenant. Il a reconstruit le clocher en forme de pyramide blanche, qui serait une réplique réduite de l’une des cabines de Lord Horatio Nelson sur le HMS Victory. Le phare est apparu dans plusieurs peintures de Wyeth, notamment Fog Bell (1967) et Signal Flags d'Andrew Wyeth. Les autres images de phare de James Wyeth sont: Iris at Sea (peint comme un projet de levée de fonds au profit de l’Island Institute of Rockland); Lighthouse Dandelions ; The Gaggle (1995) ; Southern Island Sunset (1995),; Lighthouse. La lumière et l’île font l’objet de peintures de Wyeth, parmi lesquelles certaines de la collection personnelle d’Andrew Wyeth et de Betsy Jane Wyeth, présentées au Farnsworth Art Museum (en) dans une collection spéciale de Wyeth et une partie des spectacles périodiques du musée. Jamie Wyeth a trouvé que les environs de l'île du Sud étaient une inspiration pour son art.
C'est l'un des huit phares privés du Maine qui n'a pas de groupe de soutien officiel, bien que ce soit dans le Maine que se trouvent la American Lighthouse Foundation (en) et le magazine Lighthouse Digest (en).

## Description
Le phare  est une tour cylindrique en briques, avec une galerie et une lanterne de 8 m de haut, reliée à une maison de gardien en bois . La tour est peinte en blanc et la lanterne est noire.
Identifiant : ARLHS : USA-840 .

### Lien connexe
- Liste des phares du Maine